# Valódi lombosmohák
A Bryopsida a lombosmohák (Bryophyta) törzs egyik osztálya és az ismert lombosmohafajok 98%-a tartozik ide. Szigorú értelemben csak őket nevezzük moháknak. Magyarországon hozzávetőlegesen 470 valódi lombosmohafaj él.

## Gametofiton

### Előtelep (Protonema)
A lombosmohák életciklusának elején a haploid meiospórából létrejön egy gazdagon elágazó, zöld fonalas telep a protonema (előtelep). Az előtelep gazdag kloroplasztiszban, a sejtek keresztirányú falakkal vannak elválasztva (chloronema). A chloronema átalakul kloroplasztisz szegény, ferde keresztirányú falakkal elválasztott sejtekből felépülő caulonema-vá (caulo = szár), amin a rügyek alakulnak ki, amikből a tényleges mohanövénykék (gametofita) fejlődnek ki.

### Száracska és levelecskék
Minden lombosmoha rendelkezik szárral és levelekkel. Ezek nem egyenértékűek az edényes növények szárával és levelével, de a könnyebb érthetőség miatt leggyakrabban a mohák száracskáját szárnak, levelecskéjét pedig levélnek nevezik.  A szárnak csak tartó funkciója van, a tápanyag szállításban nincs igazi szerepe. A moháknak nincs igazi gyökere. A rhizoidok csak rögzítik a növényt az aljzathoz.
A levelek legtöbbször egysejt rétegűek, ritkábban több rétegűek, speciális esetekben differenciált felépítésűek. Gyakran ér merevíti a levelet. A levelek általában szórtan helyezkednek el a száron, de egyes esetekben a levelek szabályosan két sorban állók (Fissidens, Distichum) vagy három sorban is elhelyezkedhetnek (Fontinalis, Meesia).

### Növekedési formák
A növekedési habitus alapján két nagy csoportra oszthatók a lombos mohák: acrocarp (csúcstermő) és pleurocarp (oldaltermő).
Az acrocarp lombosmohák hajtása egyenes vagy elágazó, közel állnak egymáshoz ezáltal párnát hoznak létre. A sporofiton (spóratartó tok és nyél) a hajtások végén fejlődik. A levélsejtek a legtöbb acrocarp fajnál négyszögletes, szögletes vagy kerek alakúak. A levelek ilyenfajta sejthálózatát parenchimatikus sejthálózatnak nevezzük. A fejlett levél ér szinte az összes akrokarp mohánál jelen van, de vannak kivételek.
A pleurocarp lombosmohák gyepe legtöbbször laza, hosszú és elágazó hajtásokból áll. A sporofitonok legtöbbször a szár és az oldalágak oldalán fejlődnek. Sok pleurocarp faj leveleinek a sejtjei keskenyek és hosszúkásak, az ilyen típusú sejthálózatot prosenchimatikusnak nevezzük.   
A pleurocarp fajokat evolúciós szempontból fiatalabbnak tartják mint az acrocarpokat.

### Ivarszervek
A lombosmoháknál az ivarszervek (gametangium) a hajtáscsúcson vagy a hajtások oldalán alakulnak ki (lásd. pleurocaprp-acrocarp). Az ivarszerveket a lomblevelektől eltérő ún. perichaetialis levelek veszik körbe, ezeknek alakja, mérete döntő jelentőségű lehet a fajok megkülönböztetésében. Az ivarszerveket még meddő fonálszerű soksejtű képletek is körbe veszik, ezeket parafízisnek nevezik. A hím ivarszervek (antheridium) megnyúlt bunkó alakúak. Az antheridiumok rendszerint csoportosan képződnek, de egyes fajoknál egyesével (Fissidens). A női ivarszervek (archegonium) palack alakúak, rendszerint ezek is csoportosan képződnek. A lombos mohák lehetnek egylakiak és kétlakiak. 

## Sporofiton

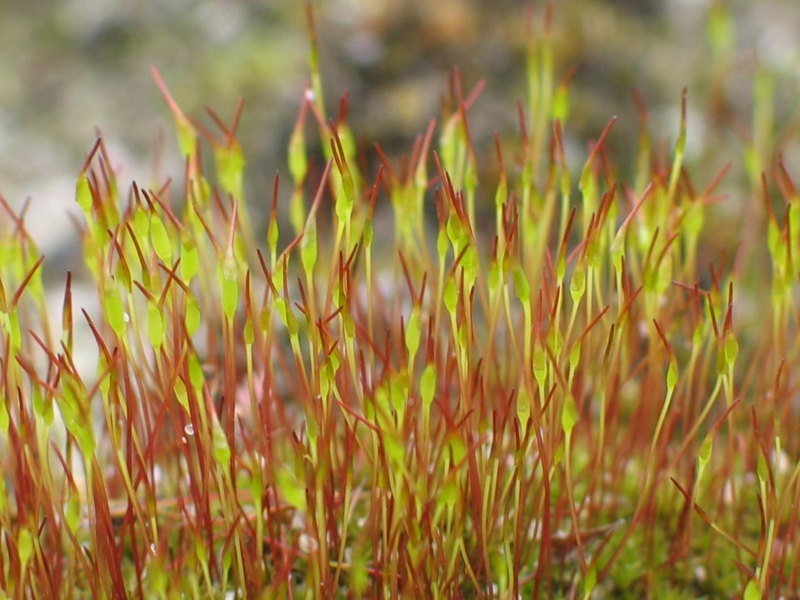
Sporofiton (a képen fali csavartfogúmoha (Tortula muralis)). A hosszú spóratartó nyélen (seta) hosszúkás tok ül, a tokot pedig vörös színű süveg (kalyptra) fedi be.

A sporofiton három részből áll: talp, nyél (seta) és tok.
Egy talp rögzíti a sporofitont a gametofitonhoz. Ez biztosítja a kapcsolatot a sporofiton és az anyanövény között. A sporofiton nem képes önállóan táplálkozni, szükséges neki a víz és tápanyag ellátás a gametofiton felől.
A spóratartó tokot két főréteg alkotja, egy belső (endothecium) és egy külső (amphithecium). Az amphithecium képezi a tok külső falát, melynek felülete lehet sima, rovátkolt vagy vonalas. Az endothecium két rétegből áll, a külső rétegében vannak a spóraanyasejtek melyek osztódással hozzák létre a spórákat és egy belső rétegből melyből a központi oszlopocska (kolumella) jön létre mely összekapcsolódhat a tok fedelével. A kolumella látja el vízzel és tápanyaggal a spóraanyasejteket. A tok nyílhat fedéllel vagy fedél nélkül (kleistocarp). A spóratok fedő nagyon változatos alakú. Lehet kúp alakú, rövid, vagy megnyúlt, egyenes vagy ferdén csőrös, szimmetrikus vagy aszimmetrikus.  

A kalyptra az archegonium maradványa, mely beborítja részben vagy teljesen a tokot (Encalypta, Orthotrichum), egyes genuszoknál nagyon jellegzetes alakú. Legtöbbször sima felszínű, de lehet érdes (Encalypta) vagy szőrözött (Orthotrichum, Ulota) is. 
Ha a tok fedéllel nyílik, akkor a nyílásnál lehetnek perisztómium fogak, ezek jelenléte, száma, alakja, mérete fontos rendszertani- és határozóbélyeg.

## Rendszertan
A Bryopsida osztály 8 alosztályra oszlik és amikbe 27 rend tartozik. A mohák rendszertana az utóbbi időben jelentősen változott a molekuláris genetikai kutatásoknak köszönhetően. A jelenlegi felosztás Stech és Frey 2009-es munkáját követi:
- Alosztály Buxbaumiidae
  -   Rend Buxbaumiales
- Alosztály Diphysciidae
  -   Rend Diphysciales
- Alosztály Timmiidae
  -   Rend Timmiales
- Alosztály Encalyptidae
  -   Rend Encalyptales
- Alosztály Funariidae
  -   Rend Funariales
- Alosztály Gigaspermidae
  - Rend Gigaspermales
- Alosztály Dicranidae
  - Rend Catoscopiales
  - Rend Scouleriales
  - Rend Bryoxiphiales
  - Rend Grimmiales
  - Rend Archidiales
  - Rend Mitteniales
  - Rend Dicranales
  - Rend Pottiales
- Alosztály Bryidae
  - Rend Hedwigiales
  - Rend Helicophyllales
  - Rend Bartramiales
  - Rend Splachnales
  - Rend Bryales
  - Rend Orthotrichales
  - Rend Orthodontiales
  - Rend Aulacomniales
  - Rend Rhizogoniales
  - Rend Hypnodendrales
  - Rend Ptychomniales
  - Rend Hookeriales
  - Rend Hypnales

További részleteket lásd a Mohák rendszertanánál.

## Fordítás
- Ez a szócikk részben vagy egészben  a   Bryopsida című német Wikipédia-szócikk ezen változatának fordításán alapul.  Az eredeti cikk szerkesztőit annak laptörténete sorolja fel. Ez a jelzés csupán a megfogalmazás eredetét és a szerzői jogokat jelzi, nem szolgál a cikkben szereplő információk forrásmegjelöléseként.